# Condado de Chilton
El condado de Chilton es un condado de Alabama, Estados Unidos. Tiene una población estimada, a mediados de 2022, de 45 884 habitantes.
La sede del condado es Clanton.
Fue fundado el 30 de diciembre de 1868.

## Geografía
Según la Oficina del Censo de los Estados Unidos, el condado tiene un área total de 1815 km², de los cuales 1794 km² corresponden a tierra firme y 21 km² están cubiertos de agua.

### Principales autopistas
- Interstate 65
- U.S. Highway 31
- U.S. Highway 82
- State Route 22
- State Route 139
- State Route 145
- State Route 155

### Condados adyacentes
- Condado de Shelby (norte)
- Condado de Coosa (este)
- Condado de Elmore (sureste)
- Condado de Autauga (sur)
- Condado de Perry (suroeste)
- Condado de Dallas (suroeste)
- Condado de Bibb (noroeste)

### Ciudades y pueblos
- Clanton
- Jemison
- Maplesville
- Thorsby
- Verbena
- Calera (en su mayor parte en el condado de Shelby)

## Demografía

### Censo de 2020
Según el censo de 2020, en ese momento la población del condado era de 45 014 habitantes.
| Raza                   | Núm.   | Porc.  |
| ---------------------- | ------ | ------ |
| Blancos                | 35 527 | 78.92% |
| Afroamericanos         | 4067   | 9.03%  |
| Amerindios             | 338    | 0.75%  |
| Asiáticos              | 181    | 0.40%  |
| Isleños del Pacífico   | 6      | 0.01%  |
| Otras razas            | 2892   | 6.42%  |
| De una mezcla de razas | 2003   | 4.45%  |

Del total de la población, el 9.81% son hispanos o latinos de cualquier raza.
| Población histórica Año Población ±% 1900 16 522 — 1910 23 187 +40.3 % 1920 22 770 −1.8 % 1930 24 579 +7.9 % 1940 27 955 +13.7 % 1950 26 922 −3.7 % 1960 25 693 −4.6 % 1970 25 180 −2.0 % 1980 30 612 +21.6 % 1990 32 458 +6.0 % 2000 39 593 +22.0 % 2020 45 014 +13.7 % |           |         |
| Población histórica |           |         |
| Año | Población | ±%      |
| 1900 | 16 522    | —       |
| 1910 | 23 187    | +40.3 % |
| 1920 | 22 770    | −1.8 %  |
| 1930 | 24 579    | +7.9 %  |
| 1940 | 27 955    | +13.7 % |
| 1950 | 26 922    | −3.7 %  |
| 1960 | 25 693    | −4.6 %  |
| 1970 | 25 180    | −2.0 %  |
| 1980 | 30 612    | +21.6 % |
| 1990 | 32 458    | +6.0 %  |
| 2000 | 39 593    | +22.0 % |
| 2020 | 45 014    | +13.7 % |